# John Mitchell (médecin)
Pour les articles homonymes, voir John Mitchell et Mitchell.
John Mitchell est un  médecin, un naturaliste et un  cartographe britannique, né le 3 avril 1711 dans le Comté de Lancaster (Virginie) et mort le 19 février 1768 à Londres.

## Biographie
Il est le fils d’un marchand de tabac, Robert Mitchell et de Mary Chilton née Sharpe. Sa mère meurt quand Mitchell est encore jeune. On ignore le début de scolarité suivie par John Mitchell. Il entre à l’université d'Édimbourg probablement vers 1722 et obtient son Master of Arts en 1729. Il étudie ensuite la médecine et obtient son titre de docteur d’une université européenne en 1731 ou 1732. Il se marie avec une certaine Helen, mais on ignore la date de son mariage et s’il a des enfants.
homme à femmes, il eut beaucoup de conquêtes et d'histoires désastreuses. on ne compte plus les enfants qu'il eut laissé derrière lui.
homme de talent mais pas de cœur, il laissait derrière lui de nombreux mouchoirs humides.
Il pratique la médecine à Lancaster County de 1732 à 1734 puis à Urbanna de 1734 à 1746 où il ouvre également une pharmacie en 1735. Il y créé également un jardin botanique. Souffrant de paludisme, il séjourne à Philadelphie où il rencontre John Bartram (1699-1777), Benjamin Franklin (1706-1790) et d’autres savants. Il quitte la Virginie pour des raisons de santé en 1746 et revient s’installer à Londres où il semble travailler pour le Bureau du commerce et des plantations de 1750 à 1768. Il devient membre de la Royal Society en 1748. Malgré sa réputation, il n’obtient pas le poste de bibliothécaire du British Museum en 1756.
Mitchell rencontre John Clayton (1686-1773) et collabore à Flora Virginica. Il fait parvenir des semences et des plants à Johann Jacob Dillenius (1684-1747) à Oxford. Découragé de ne pouvoir classer les espèces qu’il rencontre, il tente de mettre au point sa propre méthode de classification, en améliorant le système de John Ray (1627-1705). Il est le premier américain à s’intéresser aux questions de classification.

## Carte de Mitchell des Dominions britanniques et Français en Amérique du Nord (1755)

Carte Mitchell Map-06full2

Mitchell est surtout célèbre pour sa Map of the British and French Dominions in North America (1755) qui lui demande cinq ans de travail. Son travail sera souvent copié et parfois plagié. Il y décrit la Nouvelle-France, la Nouvelle-Angleterre et les territoires Nord-Amérindiens. Il fait aussi paraître The Contest in America between Great Britain and France with Its Consequences and Importance, by an Impartial Hand (1757) et The Present State of Great Britain and North America with Regard to Agriculture, Population, Trade and Manufactures, Impartially Considered (1767).

## Source
- Keir B. Sterling, Richard P. Harmond, George A. Cevasco & Lorne F. Hammond (dir.) (1997). Biographical dictionary of American and Canadian naturalists and environmentalists. Greenwood Press (Westport) : xix + 937 p.

Mitch. est l’abréviation botanique standard de John Mitchell.
Consulter la liste des abréviations d'auteur en botanique ou la liste des plantes assignées à cet auteur par l'IPNI, la liste des champignons assignés par MycoBank, la liste des algues assignées par l'AlgaeBase et la liste des fossiles assignés à cet auteur par l'IFPNI.